# Эдурне
Эдурне Гарсия Альмагро (исп. Edurne García Almagro, известная также как Эдурне; род. 22 декабря 1985) — испанская поп-певица, актриса, телеведущая и модель. Она стала известна широкой публике в конце 2005 года во время участия на шоу талантов «Operación Triunfo» на телеканале «Telecinco». Эдурне представляла Испанию на конкурсе песни «Евровидение-2015» с песней «Amanecer» (с исп. — «Рассвет»). Заняла 21-е место в финале.

## Карьера
Эдурне принимала участие в прослушиваниях, когда ещё была ребёнком. В 9 лет она стала участником детской музыкальной группы «Trastos». Она также сыграла незначительные роли в телевизионных сериалах «Hospital Central» (2002) и «Ana y los 7» (2003). В конце 2005 года Эдурне проходит прослушивание для четвёртого выпуска шоу «Operación Triunfo». Она была отобрана и выступила в 12 отчётном концерте, заняв 6 место.
Эдурне начинала свою музыкальную карьеру с «Sony BMG Spain», выпустив свой первый студийный альбом «Edurne» (2006), который вышел в свет с тремя успешными синглами. Главный сингл из альбома «Despierta» дебютировал на пятой строчке испанского чарта. «Amores Dormidos» и «Te Falta Veneno» (саундтреки к испанскому телесериалу «Yo Soy Bea» телеканала «Telecinco»), оба занимали места в пределах топ-20 испанского чарта.

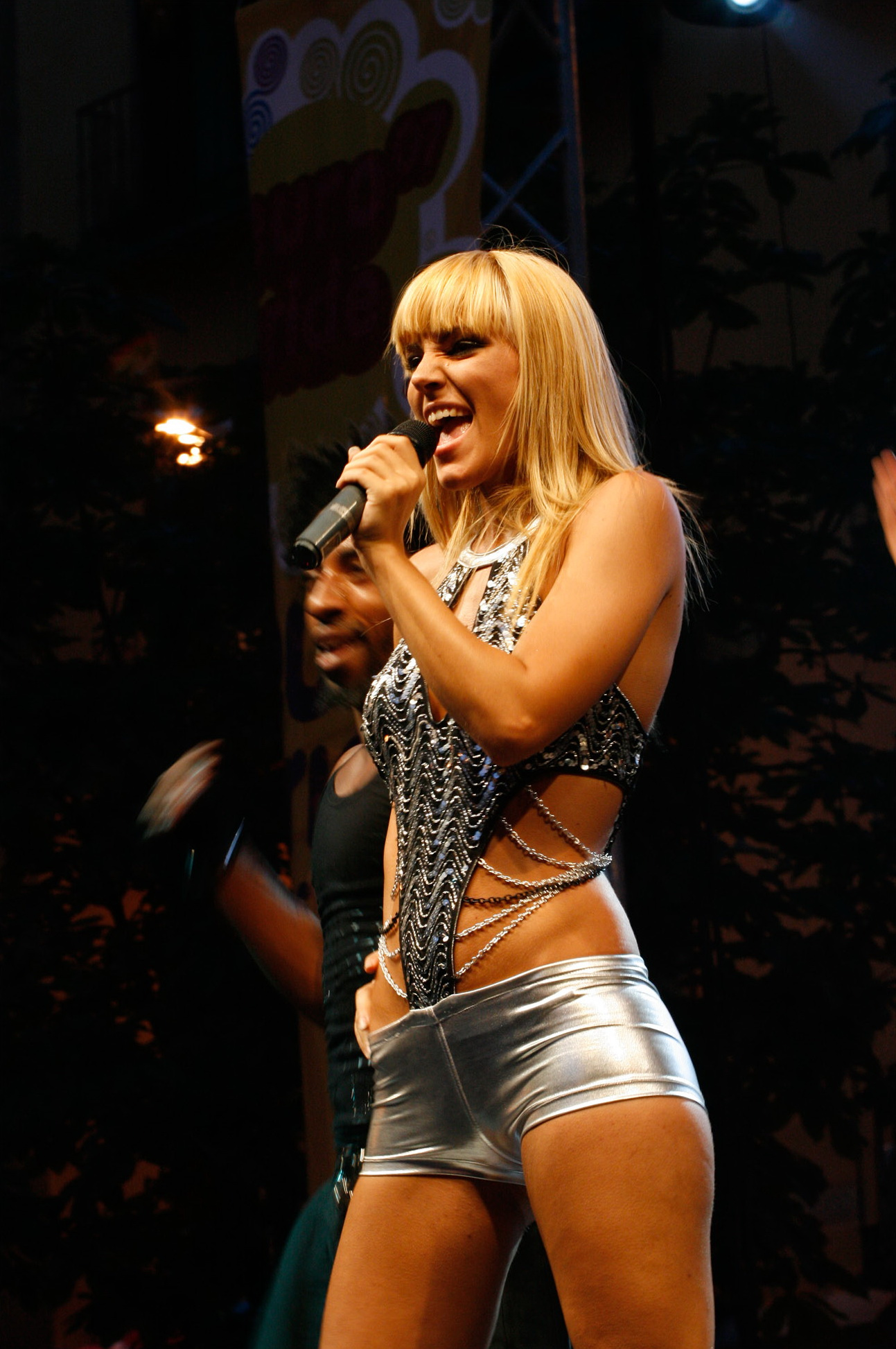
Эдурне на концерте «Европрайд» в 2007 году

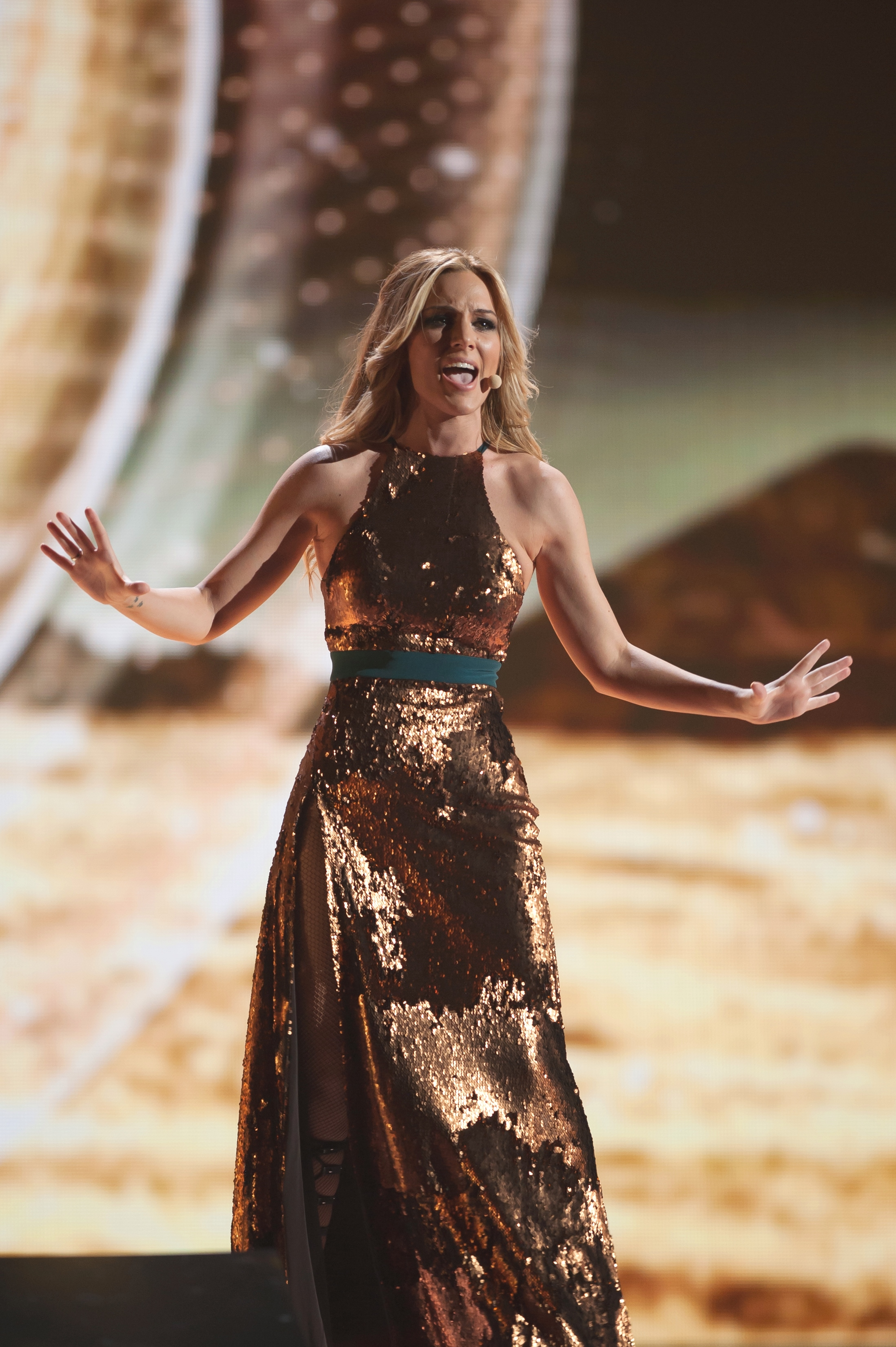
Эдурне на «Евровидении-2015»

В 2007 году Эдурне выпустила второй студийный альбом «Ilusión», в котором было два сингла, один из которых «Ven Por Mí» поднялся до топ-20 испанского iTunes-чарта.

## Личная жизнь
Эдурне встречается с Давидом Де Хеа, бывшим голкипером английского футбольного клуба «Манчестер Юнайтед» и сборной Испании.
В марте 2021 года в Испании у пары родилась дочь Янай.

## Дискография

### Студийные альбомы
| Год  | Название альбома | Лейбл      | Наивысшая позиция в хит-параде Испании | Пребывание в хит-параде (недель) |
| ---- | ---------------- | ---------- | -------------------------------------- | -------------------------------- |
| 2006 | Edurne           | Sony BMG   | 3                                      | 24                               |
| 2007 | Ilusión          | Sony BMG   | 13                                     | 11                               |
| 2008 | Première         | Sony BMG   | 39                                     | 2                                |
| 2010 | Nueva piel       | Sony Music | 16                                     | 4                                |
| 2013 | Climax           | Sony Music | 22                                     | 2                                |
| 2015 | Adrenalina       | Sony Music | 6                                      | 5                                |

### Синглы

#### Собственные синглы
| Год  | Сингл                  | Хит-парад | Хит-парад          | Альбом     |
| Год  | Сингл                  | Испания   | Бельгия (Фландрия) | Альбом     |
| ---- | ---------------------- | --------- | ------------------ | ---------- |
| 2006 | «Despierta             | 5         | —                  | Edurne     |
| 2006 | «Amores dormidos»      | —         | —                  | Edurne     |
| 2006 | «Te falta veneno»      | —         | —                  | Edurne     |
| 2007 | «Ven por mí»           | —         | —                  | Ilusión    |
| 2007 | «Fue para los dos»     | —         | —                  | Ilusión    |
| 2008 | «Un poco de amor»      | —         | —                  | Première   |
| 2008 | «Sigo enamorada de ti» | —         | —                  | Première   |
| 2008 | «Tú serás para mí»     | —         | —                  | Première   |
| 2010 | «Soy como soy»         | —         | —                  | Nueva piel |
| 2011 | «Oigo mi corazón»      | —         | —                  | Nueva piel |
| 2013 | «Pretty Boy»           | —         | —                  | Climax     |
| 2014 | «Painkiller»           | —         | —                  | Climax     |
| 2015 | «Amanecer»             | 3         | 58                 | Adrenalina |

#### В качестве приглашённого исполнителя
| Год  | Сингл                                                    | Наивысшая позиция в хит-параде Испании | Альбом                       |
| ---- | -------------------------------------------------------- | -------------------------------------- | ---------------------------- |
| 2006 | «Don't Tell Me Tonight» (Камейрон Картио при уч. Эдурне) | —                                      | Borderless                   |
| 2010 | «Colgando en tus manos» (Хосе Мота при уч. Эдурне)       | —                                      | Voces X1Fin: Juntos Por Mali |
| 2010 | «25 de diciembre» (Давид Де Хеа при уч. Эдурне)          | —                                      | Los Sims 3 Solidarios        |
| 2011 | «Por el mar» (Мигель Костас при уч. Эдурне)              | —                                      | Costas is Back               |
| 2011 | «Qué güeno que estoy» (Mojinos Escozíos при уч. Эдурне)  | —                                      | Mená chatruá                 |
| 2012 | «More Than a Lover» (Брайан Кросс при уч. Эдурне)        | —                                      | Неальбомный сингл            |
| 2013 | «Hand on Heart» (Олли Мерс при уч. Эдурне)               | 46                                     | Right Place Right Time       |